# Lúcia Bettencourt
Lúcia Bettencourt (Rio de Janeiro, 1969) é uma escritora brasileira.
Seu livro de estreia, A Secretária de Borges, venceu o Prêmio Sesc de Literatura (categoria contos) em 2005. É doutora em literatura comparada pela Universidade Federal Fluminense, tendo sido premiada pela Academia Brasileira de Letras (categoria Ensaio, Crítica e História Literária) pelo livro O Banquete, baseado na sua tese.

## Obras
- 2005 - A Secretária de Borges (Record) - contos
- 2008 - Linha de Sombra (Record) - contos
- 2012 - O amor acontece: Um romance em Veneza (Record) - romance
- 2015 - O regresso, a última viagem de Rimbaud (Rocco) - romance

### Infantil
- 2011 - A cobra e a corda (Escrita Fina Edições)
- 2011 - Botas e bolas (Escrita Fina Edições)
- 2013 - O sapo e a sopa (Escrita Fina Edições)
- 2015 - "A oca e a toca" (Escrita Fina Edições)